# 양천고등학교
양천고등학교(陽川高等學校)는 대한민국 서울특별시 양천구 신정동에 있는 사립 고등학교이다.

## 학교 연혁
- 1984년 2월 6일 : 명신고등학교 설립 인가
- 1984년 2월 10일 : 교실 20개실 확보
- 1984년 2월 20일 : 학교법인 명신학원 설립
- 1984년 2월 20일 : 이사장 정금순 선생 취임
- 1984년 3월 1일 : 초대 오연근 교장 취임
- 1984년 3월 12일 : 개교 및 1984학년도 입학식(10학급)
- 1986년 12월 25일 : 신관 교사 준공(20개 교실 및 특별실)
- 1987년 2월 13일 : 제1회 졸업식(502명)
- 1990년 1월 19일 : 학교법인 상록학원 및 양천고등학교로 법인명 및 교명 변경
- 2003년 4월 19일 : 별관 교사 준공(강당 및 11개 특별실)
- 2016년 2월 4일 : 제30회 431명 졸업(총 14,813명 졸업)
- 2017년 3월 2일 : 제1학년 신입생 입학(11학급 369명)
- 2018년 3월 1일 : 제16대 박철규 교장 취임
- 2018년 3월 2일 : 제1학년 신입생 입학(11학급 320명)
- 2021년 3월 1일 : 제17대 박상걸 교장 취임
- 2022년 2월 8일 : 제36회 졸업식 (306명) 총 17,088명 졸업
- 2022년 3월 2일 : 1학년 신입생 입학 (11학급 298명)
- 2023년 8월 14일 : 제18대 김인육 교장 취임

## 참고 자료
- 양천고등학교 - 한국교육학술정보원 학교알리미